# 1510-es busz
Az 1510-es jelzésű autóbuszvonal távolsági autóbuszjárat Szeged és Veszprém között, Dunaújváros és Székesfehérvár érintésével, melyet a MÁV Személyszállítási Zrt. lát el.

## Közlekedése
A járat Szegedet és Veszprémet köti össze Dunaújváros és Székesfehérvár érintésével. Útvonalának hossza 240,5 km, menetideje 4 óra 35 perc és 4 óra 55 perc között változik.
Tanév tartama alatt napi három, nyári tanítási szünetben napi kettő járatpár szállítja az utasokat. Az egyik járatpár nem áll meg Bordányban.

## Megállóhelyei
| 0  | 0  | Szeged, autóbusz-állomás végállomás   | 16 | 15 | 5, 6, 9, 19 7F, 21, 60, 60Y, 64, 67, 67Y, 70, 71, 71A, 72, 72A, 73, 73Y, 74, 74A, 74Y, 75, 76, 76Y, 77, 77A, 77Y, 78, 78A, 79H 1374, 1375, 1441, 1486, 1503, 1504, 1506, 1507, 1512, 1513, 1515, 1516, 1517, 1518, 1652 4990, 5000, 5001, 5002, 5003, 5004, 5005, 5007, 5010, 5011, 5012, 5013, 5015, 5016, 5019, 5020, 5021, 5022, 5023, 5024, 5025, 5030, 5031, 5032, 5033, 5034, 5035, 5040, 5041, 5042, 5043, 5044, 5045, 5046, 5047, 5049, 5050, 5054, 5055, 5056, 5058, 5059, 5060, 5061, 5062, 5063, 5064, 5066, 5070, 5071, 5075, 5076, 5109, 5112, 5160, 5188, 5189, 5190, 5329, 5362, 5369 |
| 1  | 1  | Szeged (Kiskundorozsma), ABC          | 15 | 14 | 7F, 67, 67Y 1507, 1512, 1513 5047, 5049, 5050, 5054, 5055, 5056, 5058, 5362, 5369 |
| 2  | ∫  | Bordány, autóbusz-váróterem           | 14 | ∫  | 1507, 1512, 1513 5032, 5047, 5049, 5050, 5054, 5362, 5369 |
| 3  | 2  | Üllés, autóbusz-váróterem             | 13 | 13 | 1507, 1512, 1513 5032, 5047, 5048, 5049, 5050, 5054, 5362, 5369 |
| 4  | 3  | Zsana, bejárati út                    | 12 | 12 | 1507, 1512, 1513 5054, 5283, 5362, 5369 |
| 5  | 4  | Kiskunhalas, autóbusz-állomás         | 11 | 11 | 1, 2, 3, 4, 6, 7 650 1115, 1507, 1512, 1513, 1577 5046, 5054, 5056, 5123, 5216, 5221, 5266, 5276, 5278, 5279, 5280, 5281, 5282, 5283, 5284, 5285, 5286, 5287, 5288, 5289, 5290, 5292, 5295, 5296, 5297, 5298, 5321, 5322, 5324, 5362, 5369 |
| 6  | 5  | Pirtó, községháza                     | 10 | 10 | 650 1115, 1507, 1512 5221, 5295, 5296, 5298, 5362 |
| 7  | 6  | Soltvadkert, autóbusz-váróterem       | 9  | 9  | 650 1115, 1507, 1512, 1513, 1524 5058, 5218, 5219, 5221, 5275, 5295, 5296, 5298, 5346, 5362 |
| 8  | 7  | Kiskőrös, városháza                   | 8  | 8  | 555, 650 1115, 1507, 1512, 1513, 1535, 1566, 1568 5058, 5218, 5219, 5226, 5232, 5275, 5295, 5297, 5298, 5340, 5341, 5344, 5346, 5348, 5349, 5350, 5351, 5352, 5362 |
| 9  | 8  | Akasztó, kultúrház                    | 7  | 7  | 1507, 1512, 1513, 1568 5058, 5226, 5298, 5344, 5350, 5352, 5354, 5362, 8207 |
| 10 | 9  | Dunatetétlen, bejárati út             | 6  | 6  | 1507, 1512, 1513, 1568 5058, 5350, 5354, 8207 |
| 11 | 10 | Solt, nagymajori elágazás             | 5  | 5  | 1499, 1507, 1512, 1513, 1528, 1529 5227, 5234, 5311, 5350, 5359, 5362, 5386, 5502, 8205, 8206, 8207 |
| 12 | 11 | Solt, Aranykulcs tér                  | 4  | 4  | 1110, 1111, 1113, 1499, 1507, 1512, 1513, 1528, 1529, 1547, 1568, 1803 5058, 5227, 5231, 5234, 5311, 5350, 5359, 5362, 5364, 5365, 5381, 5382, 5502, 8202, 8203, 8205, 8206, 8207 |
| 13 | 12 | Dunaújváros, Dózsa mozi               | 3  | 3  | 2, 3, 5, 8, 13, 18, 25, 29, 33, 35, 40 1120, 1121, 1125, 1131, 1134, 1499, 1507, 1512, 1513, 1528, 1529, 1803, 1823, 1824, 1826 5227, 8033, 8034, 8228, 8229, 8236, 8238, 8240 |
| 14 | 13 | Székesfehérvár, vasútállomás          | 2  | 2  | 13, 13A, 13G, 13Y, 20, 30, 31, 31E, 32, 33, 34, 35, 36, 37, 38, 40, 41, 43, 44 1512 7313, 7315, 8010, 8011, 8013, 8082, 8086, 8092, 8093 S30, G30, Z30, S34, S35, G43, S150, S440 személyvonat, sebesvonat, Déli<-parti sebesvonat, InterRégió, Déli<-parti InterRégió, Déli->parti InterRégió, Gemenc InterRégió, Vízipók InterRégió, Katica InterRégió, Napfürdő InterRégió, Esti Csók InterRégió, Vitorlás InterRégió, Szabolcsi Tekergő expresszvonat, Tekergő expresszvonat, Csabai Tekergő sebesvonat, Panoráma expresszvonat, Jégmadár expresszvonat, Aranypart expresszvonat, Ezüstpart expresszvonat, Aranyhíd expresszvonat, Kék Hullám InterCity, Levendula InterCity, Göcsej InterCity, Bakony InterCity, Balaton InterCity, Tópart InterCity, Agram-Tópart nemzetközi InterCity, Adria nemzetközi InterCity, Citadella nemzetközi InterCity |
| 15 | 14 | Székesfehérvár, autóbusz-állomás      | 1  | 1  | 10, 10G, 11, 11A, 11G, 12, 12A, 12Y, 13G, 14, 14G, 15, 15Y, 26, 26A, 26C, 26G, 36, 37, 38, 40, 41, 42, 43, 44, 912 707, 717, 740, 747, 748, 749, 750, 751, 758, 759 1172, 1173, 1174, 1189, 1204, 1205, 1215, 1507, 1512, 1529, 1563, 1626, 1706, 1707, 1758, 1803, 1808, 1809, 1822, 1823, 1824, 1826, 1842, 1843, 1845, 1846, 1853 5552, 7315, 8000, 8001, 8010, 8011, 8013, 8030, 8032, 8033, 8034, 8035, 8037, 8039, 8040, 8041, 8046, 8047, 8048, 8049, 8050, 8055, 8060, 8062, 8065, 8066, 8067, 8068, 8069, 8070, 8078, 8082, 8086, 8090, 8092, 8093, 8094, 8095, 8096, 8097, 8099 |
| 16 | 15 | Veszprém, autóbusz-állomás végállomás | 0  | 0  | 1, 2, 3, 4, 4A, 7, 7A, 10, 12, 13, 22, 22A, 23, 23H, 23U, 47 1212, 1215, 1216, 1229, 1513, 1529, 1564, 1592, 1593, 1625, 1626, 1631, 1658, 1708, 1709, 1710, 1720, 1722, 1731, 1732, 1735, 1736, 1740, 1742, 1758, 1806, 1808, 1823, 1846, 1853 5449, 7033, 7300, 7301, 7302, 7303, 7304, 7305, 7306, 7307, 7309, 7311, 7313, 7314, 7315, 7316, 7317, 7318, 7319, 7320, 7321, 7322, 7323, 7324, 7325, 7326, 7332, 7333, 7335, 7338, 7341, 7342, 7344, 7345, 7346, 7350, 7352, 7353, 7355, 7358, 7360, 7361, 7363, 7364, 7366, 7367, 7369, 7370, 7376, 7381, 7383, 7386, 7388, 7391, 7395, 7396, 7398 |